# Elaeocarpus brachypodus
Elaeocarpus brachypodus är en tvåhjärtbladig växtart som beskrevs av André Guillaumin. Elaeocarpus brachypodus ingår i släktet Elaeocarpus och familjen Elaeocarpaceae. Inga underarter finns listade i Catalogue of Life.